# إنزيم الأدينوسين ثلاثي الفوسفات
إنزيم الأدينوسين ثلاثي الفوسفات ويعرف اختصارًا أتباز أو أتيباز (بالإنجليزية: ATPase)‏ هو إنزيم يحفز عملية التحلل أو التحلل المائي من ادينوسين ثلاثي الفوسفات إلى ادينوسين ثنائي الفوسفات، وايونات الفوسفات الحرة وإطلاق طاقة تستخدم في التفاعلات الحيوية.
من الأمثلة عليه إنزيم ثلاثي الفوسفات عبر الأغشية التي تعمل على نقل المواد المذابة خلال الأغشية وخاصة ضد التركيز، توجد في فجوات الخلايا الحقيقية (الميتوكندريا، البلاستيدات) لتسريع عملية تحلل ادينوسين ثلاثي الفوسفات ونقل المواد المذابة وانخفاض درجة حموضة العضيات.

## تحول ATP إلي ADP وبالعكس
المعادلات  الكيميائية:
ATP + H2O → ADP + P + Energy

Adenosine triphosphate

Adenosine diphosphate

من اليسار إلى اليمين: تبدي هذه المعادلة تحول "أيه تي بي" إلى "أيه دي بي" عند انطلاق ذرة فوسفور P منه وتلك العملية تكون مصحوبة بطاقة (حرارة). تلك الطاقة تحتاجها العضلة لكي تنقبض وتؤدي حركة.
والعكس صحيح أيضا وذلك من أجل أن يتجدد الــ "إيه تي بي" :
ADP + فوسفات الكرياتين ↔ ATP + الكرياتين
تلك هل المعادلة الكيميائية الحيوية العامة ويمكنها السير من اليمين إلى اليسار ومن اليسار إلى اليمين بحسب الاحتياج.
عندما يسير التفاعل من اليمين إلى اليسار  يكتسب أدينوسين ثنائي الفوسفات  ذرة فوسفور من الكرياتين  ويصبح أدينوسين ثلاثي الفوسفات . الروابط  بين ذرات  الفوسفور في أدينوسين ثلاثي الفوسفات تتميز بحمل طاقة كبيرة.
تلك الطاقة تحتاجها الخلايا،  فهي تمدها بالحرارة التي تحتاجها لتأدية وظائفها كما أنها تـٌمتص من الخلايا العضلية فتنقبض وتحرك الجسم. تلك العمليات تحدث في المتقدرات التي توجد بكثرة في الخلايا الحية. وعملية الأيض هي التي تغذي الخلايا ويتم فيها انتاج "أدينوسين ثلاثي الفوسفات".